# Джон Никълсън
Джон Никълсън (на английски: John Nicholson) е новозеландски автомобилен състезател, пилот от Формула 1. Роден на 6 октомври 1941 г. в Окланд, Нова Зеландия.

## Формула 1
Джон Никълсън прави своя дебют във Формула 1 в Голямата награда на Великобритания през 1974 г. В световния шампионат записва 2 състезания, като не успява да спечели точки. Състезава се за отбора на Линкар.